# Очикле
О̀чикле (тъй като в местния диалект л е палатализиран звук, се среща и днес неправилното изписване Очиклье, на албански: Orçikël, Очикъл) е горанско село в Албания, част от община Кукъс.

## География
Разположено е в Североизточна Албания, в албанската част на областта Гора, в южните склонове на Коритник.

## История
Васил Кънчов отбелязва през 1900 година Очиклен сред селата в Гора, населени от българи мохамедани, наричани торбеши. Броят на къщите е 25.
След Междусъюзническата война селото попада в Албания. Според Стефан Младенов в 1916 година О̀чиклье е българско село с 25 къщи. Младенов пише:
| „ | В с. Коловоз се говори още и български, а в с. Очиклье се говори и албански, а не само български. Това са значи селата, в които поалбанчването не е още напълно завършено: в Очиклье то е само започнато, а в Коловоз е вече на привършване. | “ |

На етническата си карта на Северозападна Македония в 1929 година Афанасий Селишчев отбелязва Очикле като българско село.
В рапорт на Сребрен Поппетров, главен инспектор-организатор на църковно-училищното дело на българите в Албания, от 1930 година Очикле е отбелязано като село с 40 къщи българи мохамедани.
До 2015 година селото е част от община Запод.